# شركة طائرات النقل والسفر المحدودة
شركة طائرات النقل والسفر المحدودة (بالإنجليزية: Aircraft Transport and Travel)‏ كانت شركة طيران بريطانية سابقة، تشكلت خلال الحرب العالمية الأولى، وهي شركة تابعة لشركة إيركو. وكانت أول شركة طيران تشغل رحلات دولية منتظمة (بين لندن وباريس).

## التاريخ
في 5 أكتوبر 1916 ، قام جورج هولت توماس بتشكيل النقل الجوي والسفر (AT&T).  باستخدام أسطول من طائرات إيركو DH.4A العسكرية السابقة ، كانت تدير رحلات إغاثة بين فولكستون وغنت [بحاجة لمصدر].  في 15 يوليو 1919 ، طارت الشركة رحلة تجريبية عبر القناة الإنجليزية ، على الرغم من عدم وجود دعم من الحكومة البريطانية.  طار بواسطة الملازم إتش. شو في طائرة إيركو DH.9benween RAF Hendon وباريس - مطار لو بورجيت ، استغرقت الرحلة ساعتين و 30 دقيقة ، وتكلفة 21 جنيه إسترليني لكل مسافر. [بحاجة لمصدر]
في 25 أغسطس 1919 ، استخدمت الشركة DH.16s لبدء خدمة منتظمة من مطار Hounslow Heath Aerodrome إلى Le Bourget ، أول خدمة دولية (يومية) منتظمة في العالم.  سرعان ما اكتسبت شركة الطيران سمعة موثوقية ، على الرغم من مشاكل سوء الاحوال الجوية.  في نوفمبر 1919 ، فازت بالعقد البريطاني الأول للبريد الجوي المدني.  تم تقديم ست طائرات تابعة لشركة Royal Air Force Airco DH.9A إلى الشركة لتشغيل خدمة البريد الجوي بين Hawkinge و Cologne [بحاجة لمصدر].  في عام 1920 ، أعيدوا إلى سلاح الجو الملكي.
في فبراير 1920 ، مع شركتها الأم Aircraft Manufacturing Company Limited (Airco) ، أصبحت AT&T ، المعروفة أيضًا باسم Airco Air Express ، جزءًا من مجموعة BSA.  واصلت عملياتها ، تحت سيطرة فرانك سيرل من دايملر تأجير.
بالإضافة إلى خدمة النقل من لندن (هونسلو) إلى باريس ، تدير AT&T أيضًا خدمة مطار كرويدون إلى أمستردام نيابة عن KLM.  في 17 مايو 1920 ، قامت DH.16 (G-EALU) من AT&T بتشغيل أول خدمة KLM بين لندن وأمستردام.
استمرت AT&T في العمل ، لكن Daimler-BSA سحبت الدعم ، وتم التغلب عليها بالديون في نوفمبر 1920 وتم وضعها في التصفية ، وفي 17 ديسمبر 1920 ، أدارت خدمتها الأخيرة. [1]  في وقت مبكر من عام 1921 ، تم شراء أصولها من قبل شركة Daimler وتم تداولها مع شركة Daimler Air Hire Limited إلى شركة جديدة تسمى Daimler Airway Limited التي واصلت الخدمات.
بحلول عام 1921 ، كانت ست شركات تدير خدمة من لندن إلى باريس ، وثلاث شركات فرنسية وثلاثة بريطانيين.  كانت الخطوط الجوية الفرنسية تتلقى إعانات مالية من الحكومة الفرنسية ، واحتجت الخطوط الجوية البريطانية الثلاث على الخدمات في 28 فبراير 1921.
LegacyEdit
من خلال سلسلة من عمليات الاستحواذ والاندماج ، يمكن لشركة الخطوط الجوية البريطانية الحديثة تتبع جزء من إرثها إلى Aircraft Transport and Travel.